# Рупите
 Тази статия е за селото.  За защитената местност вижте Рупите (защитена местност).  За местността в Рила вижте Рупите (Рила).
Ру̀пите е село и жп спирка в Югозападна България. То се намира в община Петрич, област Благоевград. Селото се намира на 8 km североизточно от Петрич. До 1951 година носи името Ширбаново, а до 1993 година – Мулетарово на името на Васил Мулетаров.

## География
Село Рупите е разположено в Петричко-Санданската котловина. Отстои на около 8 километра северно от общинския център Петрич. На 2 километра източно от селото се намира вулканското възвишение Кожух. В източното подножие на възвишението в землището на селото е разположена местността Рупите, известна с лечебните си минерални извори с температура 75 °C. Климатът е преходносредиземноморски с летен минимум и зимен максимум на валежите. Средната годишна валежна сума е около 700 mm.

## История
На 2 километра източно от селото в местността Кожух се намират руините от един от най-големите антични градове по долината на Струма, съществувал от IV в. пр. Хр. до VI в. сл. Хр. В досегашните исторически изследвания този град се свързваше с античната Петра. Откритият тук през 2002 година латински надпис от 308 година сл. Хр. доказва, че край село Рупите се е намирал античният град Хераклея Синтика, споменат многократно от античните автори. Дотогава този град е локализиран на юг от Беласица.
Селището се споменава в османски данъчни регистри от XV век, 1570 и 1664 – 1665 година. През 1570 година Сирбан се числи юридически към махалите на град Петрич. Според документа в него живеят 28 християнски домакинства.
През XIX век селото е чисто българско, числящо се към Петричка каза. В „Етнография на вилаетите Адрианопол, Монастир и Салоника“, издадена в Константинопол в 1878 година и отразяваща статистиката на населението от 1873 година, Ширбан (Chirban) е посочено като село с 40 домакинства, като жителите му са 142 българи. През 1889 – 1892 година на мястото на по-стара църква е построена църквата „Успение Богородично“, чийто иконостас е дело на резбаря Йосиф Йосифов от село Каракьой, Неврокопско. Църквата е изписана от Милош Яковлев, най-верояно починал, докато работи по стенописите, тъй като църквата остава изписана частично.
В 1891 година Георги Стрезов пише за селото:
| „ | Шербаново, на З от Петрич, намира се отвъд Струмица, срещу Митин, на раздалеч от града близо 2 часа. Околност равна поляна. Над селото планина Кожух, от дето вадят мрамор. Тук показват пещери в планината „Крали-Марковска“. Народното предание разказва, че тук някога се крил народният герой. Църква гръцка. Къщи 60. | “ |

Според статистиката на Васил Кънчов („Македония. Етнография и статистика“) към 1900 година Ширбаново е чисто българско село. В него живеят 252 българи-християни.
С писмо от 21 февруари 1904 година селският кмет (мухтар) и старейшините на селото се оплакват на руския императорски цивилен агент в Солун – Николай Демерик от своеволията на местните турски чифликчиии и го молят да им съдейства за премахването на съществуващите беззакония.
Съгласно статистиката на секретаря на Българската екзархия Димитър Мишев („La Macédoine et sa Population Chrétienne“) в 1905 година населението на селото се състои от 304 българи екзархисти.
При избухването на Балканската война през 1912 година 2 души от селото са доброволци в Македоно-одринското опълчение.
По време на Междусъюзническата война през 1913 година селото е опожарено от гръцките войски.

## Население

### Етнически състав
Преброяване на населението през 2011 г.
Численост и дял на етническите групи според преброяването на населението през 2011 г.:
|                     | Численост |
| Общо                | 1037      |
| Българи             | 1018      |
| Турци               | -         |
| Цигани              | -         |
| Други               | -         |
| Не се самоопределят | -         |
| Неотговорили        | 15        |

## Забележителности
В землището на селото се намира местността Рупите, където в последните години от живота си живее смятаната за ясновидка Ванга. Тук през 1994 година, финансиран от самата Ванга и по проект на архитектите Богдан Томалевски и Лозан Лозанов, е построен храмът „Света Петка Българска“ в близост до къщата и гроба на Ванга Вангелия Гущерова. Рупите е подножието на изгасналия вулкан Кожух планина. Местността заедно с църквата е част от Стоте национални туристически обекта на Българския туристически съюз.

## Редовни събития
Всяка година в Рупите на 15 август, Успение Богородично, се провежда традиционен събор. Предлагат се лакомства, играчки и дрехи. Свири се традиционна музика от Югозападна България и се танцуват местни танци. Популярни спортни мероприятия по време на събитието са футболът и народната борба.

## Други
На името на местността Рупите е именуван ледник Рупите (на английски: Rupite Glacier) на остров Смит, от ахипелага Южни Шетландски острови, Антарктида.

## Галерия
- Снимки от Рупите
- Местността Рупите и храмът „Св. Петка Българска“
- Храмът „Св. Петка Българска“
- Храмът „Св. Петка Българска“, камбанария
- Къщичката на Ванга
- Къщичката на Ванга – интериор
- Гробът на Ванга
- Минералните води в Рупите
- Възвишението Кожух

## Личности
Родени в Рупите
- Неделчо Ангелов, македоно-одрински опълченец, 21-годишен, четата на Дончо Златков, 15 щипска дружина[15]

Починали в Рупите
- Милош Яковлев (? – 1892), български зограф

Свързани с Рупите
- Стоян Велев Хаджиев – Вампиро (1886 - ?), български разузнавач, горянин[16]